# Massacre reial al Nepal
La massacre reial al Nepal va succeir el divendres 1 de juny de 2001 en una casa dins els terrenys del Palau Reial de Narayanhity, en aquell temps la residència del rei del Nepal. Entre els membres assassinats hi havia el rei Birendra del Nepal i la reina Aishwarya, pare i mare de Dipendra, el responsable de la massacre. El príncep Dipendra es va convertir de iure en rei del Nepal en morir el seu pare i va morir després d'estar en coma durant tres dies després dels fets. Tot i així, hi ha rumors que afirmen que Dipendra ja estava mort abans d'haver estat proclamat rei. El va succeir en el tron, Gyanendra, germà de Birendra.
Segons els informes, Dipendra havia estat bevent molt i va tractar malament a un dels convidats, el que va causar que el seu pare, el Rei Birendra, ordenés al seu fill que abandonar la festa. El seu germà, el príncep Nirajan i el seu cosí, el príncep Paras, el van acompanyar a la seva habitació. Una hora més tard, Dipendra va tornar a la festa amb un subfusell HKMP5 i un rifle M16 i va disparar primer al sostre, una sola vegada, i després al seu pare, el rei Birendra. Segons més tard, va disparar a una de les seves ties, i al seu oncle Dhirendra a boca de canó al pit mentre intentava detenir Dipendra. Durant el tiroteig, el príncep Pares va patir ferides lleus i va intentar salvar tres membres de la família reial, incloent dos nens, arrossegant un sofà i cobrint-los.1 Durant l'atac, Dipendra entrava i sortia de l'habitació disparant. La seva mare, la reina Aishwarya, que va entrar a l'habitació en sentir els trets, va sortir ràpidament a la recerca d'ajuda. La mare i el seu germà Nirajan es van enfrontar amb ell al jardí del palau, i Dipendra els va matar. Finalment, es va dirigir a un pont petit que hi ha damunt d'un rierol que corre a través del palau i es va disparar per suïcidar-se.